# Atletismo nos Jogos Pan-Americanos de 1971 - 20 km marcha atlética masculina
A prova dos 20 km da marcha atlética masculina nos Jogos Pan-Americanos de 1971 foi realizada em Cali, Colômbia.

## Medalhistas
| Ouro                             | Prata                         | Bronze                      |
| Goetz Klopfer USA Estados Unidos | Tom Dooley USA Estados Unidos | José de la Torre MEX México |

## Resultados
| Posição           | Nome             | Nacionalidade      | Tempo   | Notas |
| ----------------- | ---------------- | ------------------ | ------- | ----- |
| Medalha de ouro   | Goetz Klopfer    | USA Estados Unidos | 1:37:30 |       |
| Medalha de prata  | Tom Dooley       | USA Estados Unidos | 1:38:16 |       |
| Medalha de bronze | José de la Torre | MEX México         | 1:40:26 |       |
| 4                 | Marcel Jobin     | CAN Canadá         | 1:43:18 |       |
| 5                 | Miguel Sánchez   | MEX México         | 1:43:43 |       |
| 6                 | Adalberto Scorza | ARG Argentina      | 1:47:30 |       |
| 7                 | Angel Estrada    | COL Colômbia       | 1:47:42 |       |
| 8                 | Carlos Vanegas   | NCA Nicarágua      | 1:53:01 |       |